# Mesochra
Mesochra är ett släkte av kräftdjur. Mesochra ingår i familjen Canthocamptidae.

## Dottertaxa tillMesochra, i alfabetisk ordning[1][2]
- Mesochra aestuarii
- Mesochra alaskana
- Mesochra anomala
- Mesochra arenicola
- Mesochra armoricana
- Mesochra baylyi
- Mesochra bodini
- Mesochra dulcicola
- Mesochra flava
- Mesochra heldti
- Mesochra hinumaensis
- Mesochra inconspicua
- Mesochra lilljeborgi
- Mesochra lindbergi
- Mesochra meridionalis
- Mesochra mexicana
- Mesochra nana
- Mesochra neotropica
- Mesochra paranaensis
- Mesochra parva
- Mesochra pestai
- Mesochra pontica
- Mesochra prowazeki
- Mesochra pygmaea
- Mesochra quadrispinosa
- Mesochra rapiens
- Mesochra reducta
- Mesochra rostrata
- Mesochra schmidti
- Mesochra sewelli
- Mesochra stellfeldi
- Mesochra suifinensis
- Mesochra timsae
- Mesochra wolskii
- Mesochra xenopoda